# Rhipicephalus aquatilis
Rhipicephalus aquatilis är en fästingart som beskrevs av Walker, Keirans och Pegram 1993. Rhipicephalus aquatilis ingår i släktet Rhipicephalus och familjen hårda fästingar. Inga underarter finns listade i Catalogue of Life.